# Never Forget (canção de Lena Katina)
Never Forget é o primeiro single do álbum de estreia This Is Who I Am da cantora e compositora russa e ex-intergrante da dupla t.A.T.u., Lena Katina. A canção foi produzida por Sven Martin e Erik Lidbom. É uma faixa pop-rock, conduzida por guitarras e teclado. "Never Forget" teve um feedback positivo e ficou no 1º lugar na MTV Rússia. O remix oficial da faixa foi lançado em 12 de março de 2012, em parceria com o DJ Dave Aude, sete meses após o lançamento do single e liderou a parada Club/Dance da Billboard por uma semana. Uma versão acústica ao vivo da canção pode ser encontrada no EP RAWsession, disponibilizada em março no iTunes.

## Videoclipe
O vídeo da música Never Forget foi lançado no início de agosto de 2011. O vídeo começa com Katina acordando em uma sala iluminada, depois entra em um necrotério e vê Yulia Volkova, ex-t.A.T.u., sendo morta. Há duas cenas interpolares. Ela caminha por um corredor onde oito homens estão carregando dois caixões separados e segue-os para um funeral onde mostra um quadro de si mesma, beija uma foto de Yulia e sai do edifício. Lena percorre o cemitério deles, levando um buquê de rosas quando sai. Em seguida, entra num carro e espalha as flores. 

## Desempenho nas paradas
| Remix de Dave Audé                              | Melhor posição |
| ----------------------------------------------- | -------------- |
| Estados Unidos Hot Dance Club Songs (Billboard) | 1              |
| Grécia                                          | 1              |

### Histórico de lançamento
| País                      | Data                | Formato            | Rótulo               |
| ------------------------- | ------------------- | ------------------ | -------------------- |
| Mundo                     | 4 de Agosto de 2011 | Digital download   | Such Much Production |
| Mundo                     | 12 de Março de 2011 | Digital Remixes EP | Audacious Records    |
| Alemanha, Áustria e Suiça | 7 de Julho de 2012  | Digital download   | Redlight-Media       |